# آنارشیسم اسلامی

پرچم آنارشیسم اسلامی

آنارشیسم اسلامی اصطلاحی است که برای تبیین افکار اقتدارگریزی میان مسلمانان به کار برده می‌شود. اصطلاحی که بر اساس پیش فرض تسلیم در برابر خدا و نفی هر گونه سلطه بشری بنا نهاده شده است. اولین کسی که به این مقوله پرداخت یعقوب اسلام بود که در تابستان ۲۰۰۵ م این ایده را بنیان نهاد.